# Benedetto Accolti il Giovane
Benedetto Accolti, detto il Giovane (Firenze, 24 ottobre 1497 – Firenze, 21 settembre 1549), è stato un cardinale e arcivescovo cattolico italiano.
(Gaetano Giordani)

## Biografia

### Benedetto e i suoi famigliari
Benedetto detto "il Giovane" per poterlo distinguere dal nonno Benedetto "il Vecchio", era figlio di Michele Accolti, patrizio di Arezzo e podestà di Montevarchi, e di Lucrezia di Giovanni Alamanni, nobildonna di Montevarchi.
Va distinto anche dallo zio Pietro con cui ha in comune l'appellativo di "cardinal di Ravenna", carica che, detenuta in origine dallo zio, passò poi a lui.
Infine, va distinto dal cugino omonimo, Benedetto Accolti, figlio del cardinale Pietro Accolti, che nel 1564 ordì una congiura contro papa Pio IV.

### Studi e inizio della carriera ecclesiastica
Studiò prima a Firenze e poi si trasferì all'Università di Pisa dove si laureò in giurisprudenza.
Sotto Leone X, su raccomandazione dello zio Pietro, nel 1515 fu assunto alla corte papale come protonotario apostolico e nel 1518 abbreviatore di parco maggiore. Poi "la fortuna dello zio diventò la sua".
Nel 1521 lo zio gli fece avere il vescovato di Cadice, che era stato suo, rimpiazzato da Adriano VI, nel 1523, con quello di Cremona che tenne fino alla morte. Un anno dopo, sempre ceduto dallo zio, aggiunse anche l'arcivescovato di Ravenna, ma solo nominalmente, perché le rendite furono incamerate dallo zio e cominciò a riscuoterle solo alla di lui scomparsa.
Tre anni più tardi Papa Clemente VII, nel concistoro del 3 maggio 1527, lo elevò al rango di cardinale del titolo di Sant'Eusebio che era stato di suo zio. L'elezione avvenne appena tre giorni prima del "Sacco".

### La nomina a Legato pontificio di Ancona e il successivo processo
La sua ascesa sembrava inarrestabile quando nel 1532 fu nominato Legato della Marca di Ancona, ovvero da ruoli puramente pastorali passò a ricoprirne uno temporale. In realtà Accolti si era procurato la legazione pagando un importo tra i 5 700 ducati d'oro ed i 20 000 scudi d'oro l'anno.
«Ma questa legazione fu per l'Accolti causa di dolorose sventure. Paolo III il 15 aprile 1535 lo fece chiudere in Castelsantangelo, e sottoporre a rigoroso processo. Quale ne fosse il motivo chiaramente non apparisce. Il Mazzuchelli quasi indovinando scrive che fu per avventura la sua mala amministrazione di Fano e della Marca. Però non sembra che la sua colpa fosse di solo peculato, come si giudica dai più, perché in tal caso, secondo anche la osservazione del Giovio, non si sarebbe trattato di decapitarlo. Alcuni vogliono che il cardinale Ippolito de' Medici, consanguineo di Clemente VII, con cui ebbe gravi controversie, appunto per la legazione della Marca, fosse autore della prigionia dell'Accolti».
«Fu sciolto dai ceppi dopo di essersi confessato reo, ma colla ammenda gravissima di cinquantanovemila scudi d'oro, somma rapportata dal Ciacconio, dall'Oldoino e da altri ancora. Uscì di carcere il dì ultimo di ottobre, anno medesimo, giovando non poco a liberarnelo i buoni officii del cardinale Ercole Gonzaga e quelli di Carlo V imperatore».
Così lo storico marchigiano Carisio Ciavarini ha raccontato il processo all'Accolti intentatogli dal Vaticano su iniziativa del papa Paolo III:
«Chiamato a Roma l'Accolti, e questi di natura caparbio e superbo ricusando, il papa ordinò che a forza fossevi condotto; ed un Ferretti (vedi fortuna) carceratolo eseguì la commissione. Condotto ch'ei fu in Roma, il papa, a tórre ogni ulteriore cagion di litigi e di angherie pei cittadini, come signore supremo di Ancona, ne volle a sé il governo, mandandovi suoi ministri a reggerla, prima monsignor Paolo Capizucchi vescovo di Nicastro, poi Gregorio Magalotto. Intanto volendo punire l'Accolti della ostinazione sua e delle crudeltà commesse nel governo di Ancona, chiusolo in Castelsantangelo, prese a farne processo. Da questo risultò chiaro il furto del Monte della Carità, le imposizioni gravissime di gran lunga superiori alla somma pagata da lui alla Camera [Apostolica], l'innocenza dei cinque gentiluomini anconitani uccisi, e dei tanti altri sottoposti al tormento della corda; e perciò fu condannato a morte ed a pagare alla Chiesa ottocentomila scudi, ed ottocento a ciascuna delle cinque famiglie anconitane dalla tirannide di lui private de' loro cari. Sennonché, intercedente l'imperatore Carlo V, la condanna fu commutata in soli sette anni di reclusione a Ferrara: soliti abusi di protezioni e privilegi di tempi incivili.
Però migliore giustizia fece la fortuna dando la meritata fine e all'Accolti ed a quanti altri ebbero parte principale nella frodolenta occupazione della repubblica anconitana. Raccontano le cronache e le storie, che Clemente [VII] morì poco dopo tornato in Roma; l'Accolti, oltre la prigionia, appena ne fu libero e andò a Firenze, quivi finì di veleno; il Della Barba che venne trasferito a Viterbo fu consunto da morbo pediculare; il vescovo Balduinetti vicelegato morì nel 1538, cioè dopo soli sei anni dalla rovinata repubblica; Luigi Gonzaga fu ucciso sotto Vigrate castello degli Orsini; Pietro Accolti zio dell'Arcivescovo di Ravenna, e che primo aveva fatto il piano della conquista di Ancona, morì lo stesso anno della sua caduta (1532); ed anco un figlio del cardinale, Benedetto fu poi giustiziato in Roma per punire, come suole la fortuna, eziandio ne' figli i delitti dei genitori».
Espulso da Roma, pur riottenendo il permesso di tornare nel 1542, passò il resto dei suoi giorni immerso nella letteratura tra Ferrara, Venezia e Firenze dove morì non senza sospetto di veleno ed ivi fu sepolto nella Basilica di San Lorenzo.
Lasciò alcune opere latine, stampate a Venezia nel 1533, e alcune poesie che furono inserite nella raccolta Quinque illustrium Poetarum oltre a un trattato sui diritti del papa sul regno di Napoli.

### La congiura contro Pio IV del cugino omonimo, Benedetto Accolti
Un suo cugino omonimo, Benedetto Accolti, figlio del cardinale Pietro Accolti, nel 1564 ordì una congiura contro Pio IV.
«Fu essa cospirazione tramata da Benedetto Accolti, figlio del fu cardinale Accolti, ed in essa concorsero il conte Antonio Canossa, Taddeo Manfredi, il cavalier Pelliccioni, Prospero Pittorio ed altri, tutti gente di mala vita e gente fanatica, come dai fatti apparve. Fu creduto che l'Accolti coll'essere stato a Genevra, avesse ivi bevuto non solamente il veleno dell'empie opinioni, ma eziandio le fantastiche immaginazioni ch'egli ebbe forza d'imprimere nei complici suoi. Cioè, diceva egli che ucciso il presente papa, ne avea da venire un altro divino, santo ed angelico, il qual sarebbe monarca di tutto il mondo. E buon per costoro, perché bel premio aveano da riportare di sì orrido fatto. Al conte Antonio dovea toccare il dominio di Pavia; quel di Cremona al Manfredi; al Pelliccioni quello della città dell'Aquila; e così altre signorie agli altri. Per conoscere meglio l'illusione e leggerezza delle lor teste, basterà sapere che si prepararono al misfatto colla confession dei loro peccati, tacendo nulladimeno l'empio sacrilegio ed omicidio che disegnavano di commettere. Fissato il giorno, si presentò una mattina a' piedi del pontefice l'Accolti col pugnale preparato all'impresa; ma sorpreso da timore, nulla ne fece. Nata perciò lite fra i congiurati, il Pelliccioni, per salvar la vita andò a rivelare il già fatto concerto. Tutti furono presi; e per quanto coi tormenti e colle lusinghe si procurasse di trar loro di bocca, chi gli avesse sedotti ed incitati a sì esecranda azione, nulla si poté ricavarne, sennonché l'Accolti sosteneva d'aver di ciò parlato cogli angeli, i quali certamente non doveano essere di quei del paradiso. Furono costoro pubblicamente tormentati per la città, e poi tolti dal mondo. L'Accolti sempre ridendo fra i tormenti assai dimostrò che si trattava di gente che avea leso il cervello, e forse meritava più la carità di esser tenuta incatenata in uno spedale, che il rigore di un capestro»..

## Genealogia episcopale
La genealogia episcopale è:
- Vescovo Leone de Simone
- Cardinale Oliviero Carafa
- Papa Paolo IV
- Cardinale Benedetto Accolti il Giovane